# Élections municipales de 2014 dans les Bouches-du-Rhône

Étiquette politique des listes gagnantes dans les communes de plus de 5000 habitants.
PCF
PS
Divers gauche
UDI
UMP
Divers droite
Sans étiquette
Commune ayant basculé
Commune de moins de 5 000 habitants

Les élections municipales ont lieu les 23 et 30 mars 2014 dans les 119 communes des Bouches-du-Rhône.

## Maires sortants et maires élus
Le scrutin est marqué par des changements notoires. La gauche subit plusieurs revers dans les grandes villes et les villes moyennes avec notamment la perte d'Aubagne par le PCF, Châteauneuf-les-Martigues, Salon-de-Provence. D'autres localités moins importantes telles que Cabriès, Lambesc, Lançon-Provence et Simiane-Collongue. La droite devient majoritaire dans le département avec ses gains et confirme ses maires sortants à Aix-en-Provence, Bouc-Bel-Air, Châteaurenard, La Ciotat, Rognac, Tarascon et Trets. L'UDI conserve quant à elle Eguilles, Eyguières et Gémenos.
| Commune                   | Population | Maire sortant                 | Parti | Parti | Maire élu                     | Parti | Parti |
| ------------------------- | ---------- | ----------------------------- | ----- | ----- | ----------------------------- | ----- | ----- |
| Aix-en-Provence           | 140 684    | Maryse Joissains-Masini       |       | UMP   | Maryse Joissains-Masini       |       | UMP   |
| Allauch                   | 20 243     | Roland Povinelli              |       | PS    | Roland Povinelli              |       | PS    |
| Arles                     | 52 510     | Hervé Schiavetti              |       | PCF   | Hervé Schiavetti              |       | PCF   |
| Aubagne                   | 45 800     | Daniel Fontaine               |       | PCF   | Gérard Gazay                  |       | UMP   |
| Auriol                    | 11 886     | Danièle Garcia                |       | PS    | Danièle Garcia                |       | PS    |
| Berre-l'Étang             | 13 840     | Serge Andréoni                |       | PS    | Serge Andréoni                |       | PS    |
| Bouc-Bel-Air              | 13 761     | Jean-Claude Perrin            |       | UMP   | Richard Mallié                |       | UMP   |
| Cabriès                   | 8 800      | Richard Martin                |       | DVG   | Hervé Fabre-Aubrespy          |       | UMP   |
| Carnoux-en-Provence       | 6 792      | Jean-Pierre Giorgi            |       | DVD   | Jean-Pierre Giorgi            |       | DVD   |
| Carry-le-Rouet            | 6 338      | Jean Montagnac                |       | UMP   | Jean Montagnac                |       | UMP   |
| Cassis                    | 7 712      | Danielle Milon-Vivanti        |       | UMP   | Danielle Milon-Vivanti        |       | UMP   |
| Châteauneuf-les-Martigues | 12 266     | Vincent Burroni               |       | PS    | Roland Mouren                 |       | DVD   |
| Châteaurenard             | 15 665     | Bernard Reynes                |       | UMP   | Bernard Reynes                |       | UMP   |
| Éguilles                  | 7 504      | Robert Dagorne                |       | UDI   | Robert Dagorne                |       | UDI   |
| Ensuès-la-Redonne         | 5 254      | Michel Illac                  |       | DVG   | Michel Illac                  |       | DVG   |
| Eyguières                 | 6 446      | Henri Pons                    |       | UDI   | Henri Pons                    |       | UDI   |
| Fos-sur-Mer               | 15 499     | René Raimondi                 |       | PS    | René Raimondi                 |       | PS    |
| Fuveau                    | 9 350      | Jean Bonfillon                |       | DVD   | Hélène Roubaud-lhen           |       | DVD   |
| Gardanne                  | 20 473     | Roger Meï                     |       | PCF   | Roger Meï                     |       | PCF   |
| Gémenos                   | 6 165      | Roland Giberti                |       | UDI   | Roland Giberti                |       | UDI   |
| Gignac-la-Nerthe          | 9 055      | Christian Amiraty             |       | PS    | Christian Amiraty             |       | PS    |
| Istres                    | 42 943     | François Bernardini           |       | DVG   | François Bernardini           |       | DVG   |
| La Bouilladisse           | 5 997      | André Jullien                 |       | PCF   | André Jullien                 |       | PCF   |
| La Ciotat                 | 33 738     | Patrick Boré                  |       | UMP   | Patrick Boré                  |       | UMP   |
| La Fare-les-Oliviers      | 7 256      | Olivier Guirou                |       | PS    | Olivier Guirou                |       | PS    |
| La Penne-sur-Huveaune     | 6 338      | Pierre Mingaud                |       | PCF   | Pierre Mingaud                |       | PCF   |
| La Roque-d'Anthéron       | 5 357      | Robert Villevieille           |       | UMP   | Jean-Pierre Serrus            |       | DVD   |
| Lambesc                   | 9 250      | Jacques Bucki                 |       | PS    | Bernard Ramond                |       | UMP   |
| Lançon-Provence           | 8 399      | Georges Virlogeux             |       | PS    | Michel Mille                  |       | UMP   |
| Le Puy-Sainte-Réparade    | 5 338      | Jean-David Ciot               |       | PS    | Jean-David Ciot               |       | PS    |
| Les Pennes-Mirabeau       | 19 534     | Michel Amiel                  |       | PS    | Michel Amiel                  |       | PS    |
| Mallemort                 | 6 208      | Daniel Conte                  |       | PS    | Hélène Gente-ceaglio          |       | PS    |
| Marignane                 | 34 393     | Éric Le Dissès                |       | DVD   | Éric Le Dissès                |       | DVD   |
| Marseille                 | 850 726    | Jean-Claude Gaudin            |       | UMP   | Jean-Claude Gaudin            |       | UMP   |
| Martigues                 | 47 614     | Gaby Charroux                 |       | PCF   | Gaby Charroux                 |       | PCF   |
| Meyreuil                  | 5 294      | Robert Lagier                 |       | UMP   | Robert Lagier                 |       | UMP   |
| Miramas                   | 25 265     | Frédéric Vigouroux            |       | PS    | Frédéric Vigouroux            |       | PS    |
| Noves                     | 5 238      | Georges Jullien               |       | PCF   | Georges Jullien               |       | PCF   |
| Pélissanne                | 9 585      | Pascal Montécot               |       | UMP   | Pascal Montécot               |       | UMP   |
| Peypin                    | 5 363      | Albert Sale                   |       | DVG   | Albert Sale                   |       | DVG   |
| Plan-de-Cuques            | 10 974     | Jean-Pierre Bertrand          |       | DVD   | Jean-Pierre Bertrand          |       | DVD   |
| Port-de-Bouc              | 17 211     | Patricia Fernandez-Pédinielli |       | PCF   | Patricia Fernandez-Pédinielli |       | PCF   |
| Port-Saint-Louis-du-Rhône | 8 609      | Jean-Marc Charrier            |       | PCF   | Martial Alvarez               |       | DVG   |
| Rognac                    | 11 707     | Jean-Pierre Guillaume         |       | DVD   | Jean-Pierre Guillaume         |       | DVD   |
| Roquefort-la-Bédoule      | 5 063      | Jérôme Orgeas                 |       | UMP   | Jérôme Orgeas                 |       | UMP   |
| Roquevaire                | 8 548      | Yves Mesnard                  |       | PCF   | Yves Mesnard                  |       | PCF   |
| Saint-Cannat              | 5 474      | Jacky Gérard                  |       | PS    | Jacky Gérard                  |       | PS    |
| Saint-Chamas              | 7 774      | Claude Gardiol                |       | UMP   | Didier Khelfa                 |       | DVD   |
| Saint-Martin-de-Crau      | 11 371     | Claude Vulpian                |       | PS    | Claude Vulpian                |       | PS    |
| Saint-Mitre-les-Remparts  | 5 573      | Béatrice Aliphat              |       | DVD   | Béatrice Aliphat              |       | DVD   |
| Saint-Rémy-de-Provence    | 10 826     | Hervé Chérubini               |       | PS    | Hervé Chérubini               |       | PS    |
| Saint-Victoret            | 6 596      | Claude Piccirillo             |       | DVD   | Claude Piccirillo             |       | DVD   |
| Salon-de-Provence         | 42 812     | Michel Tonon                  |       | DVG   | Nicolas Isnard                |       | UMP   |
| Sausset-les-Pins          | 7 740      | Éric Diard                    |       | UMP   | Éric Diard                    |       | UMP   |
| Sénas                     | 6 661      | Rémy Fabre                    |       | UMP   | Rémy Fabre                    |       | UMP   |
| Septèmes-les-Vallons      | 11 067     | André Molino                  |       | PCF   | André Molino                  |       | PCF   |
| Simiane-Collongue         | 5 437      | Michel Boyer                  |       | PS    | Philippe Ardhuin              |       | UMP   |
| Tarascon                  | 13 105     | Charles Fabre                 |       | UMP   | Lucien Limousin               |       | UMP   |
| Trets                     | 10 220     | Jean-Claude Feraud            |       | UMP   | Jean-Claude Feraud            |       | UMP   |
| Velaux                    | 8 589      | Jean-Pierre Maggi             |       | PS    | Jean-Pierre Maggi             |       | PS    |
| Venelles                  | 8 227      | Robert Chardon                |       | UMP   | Robert Chardon                |       | UMP   |
| Vitrolles                 | 34 827     | Loïc Gachon                   |       | PS    | Loïc Gachon                   |       | PS    |

### Résultats en nombre de maires
| Partis       | Partis                            | Maires sortants | Maires élus | Évolution     |
| ------------ | --------------------------------- | --------------- | ----------- | ------------- |
|              | Parti socialiste                  | 19              | 15          | 4             |
|              | PCF                               | 11              | 9           | 2             |
|              | Divers gauche                     | 5               | 4           | 1             |
| Total gauche | Total gauche                      | 35              | 28          | 7             |
|              | Union pour un mouvement populaire | 17              | 21          | 4             |
|              | Divers droite                     | 7               | 10          | 3             |
|              | UDI                               | 3               | 3           | en stagnation |
| Total droite | Total droite                      | 27              | 34          | 7             |
| Total        | Total                             | 62              | 62          | -             |

## Résultats dans les communes de plus de5 000 habitants

### Aix-en-Provence
- Maire sortant : Maryse Joissains-Masini (UMP)
- 55 sièges à pourvoir au conseil municipal (population légale 2011 : 140 684 habitants)
- 34 sièges à pourvoir au conseil communautaire

| Tête de liste            | Tête de liste              | Liste           | Premier tour | Premier tour | Second tour | Second tour | Sièges | Sièges |
| Tête de liste            | Tête de liste              | Liste           | Voix         | %            | Voix        | %           | CM     | CC     |
| ------------------------ | -------------------------- | --------------- | ------------ | ------------ | ----------- | ----------- | ------ | ------ |
|                          | Maryse Joissains-Masini *  | UMP             | 19 650       | 37,79        | 26 942      | 52,61       | 42     | 26     |
|                          | Édouard Baldo              | PS-PO           | 10 218       | 19,65        | 18 687      | 36,49       | 10     | 6      |
|                          | Bruno Genzana              | UDI             | 5 885        | 11,31        |             |             |        |        |
|                          | Catherine Rouvier          | FN              | 5 416        | 10,41        | 5 577       | 10,89       | 3      | 2      |
|                          | François-Xavier De Peretti | PS diss.-PRG-GÉ | 4 214        | 8,10         |             |             |        |        |
|                          | François Hamy              | EELV            | 2 536        | 4,87         |             |             |        |        |
|                          | Anne Mesliand              | FG              | 2 483        | 4,77         |             |             |        |        |
|                          | Jean-Louis Keïta           | SE              | 1 467        | 2,82         |             |             |        |        |
|                          | Najia Jennane              | DVG             | 127          | 0,24         |             |             |        |        |
|                          |                            |                 |              |              |             |             |        |        |
| Inscrits                 | Inscrits                   | Inscrits        | 90 060       | 100,00       | 90 079      | 100,00      |        |        |
| Abstentions              | Abstentions                | Abstentions     | 36 899       | 40,97        | 36 937      | 41,01       |        |        |
| Votants                  | Votants                    | Votants         | 53 161       | 59,03        | 53 142      | 58,99       |        |        |
| Blancs et nuls           | Blancs et nuls             | Blancs et nuls  | 1 165        | 2,19         | 1 936       | 3,64        |        |        |
| Exprimés                 | Exprimés                   | Exprimés        | 51 996       | 97,81        | 51 206      | 96,36       |        |        |
| * Liste du maire sortant |                            |                 |              |              |             |             |        |        |

### Allauch
- Maire sortant : Roland Povinelli (PS)
- 35 sièges à pourvoir au conseil municipal (population légale 2011 : 20 243 habitants)
- 7 sièges à pourvoir au conseil communautaire

| Tête de liste            | Tête de liste            | Liste          | Premier tour | Premier tour | Second tour | Second tour | Sièges | Sièges |
| Tête de liste            | Tête de liste            | Liste          | Voix         | %            | Voix        | %           | CM     | CC     |
| ------------------------ | ------------------------ | -------------- | ------------ | ------------ | ----------- | ----------- | ------ | ------ |
|                          | Roland Povinelli*        | PS             | 5 567        | 48,29        | 6 466       | 55,06       | 28     | 6      |
|                          | José Gonzalez            | FN             | 1 884        | 16,34        | 2 293       | 19,52       | 3      | 1      |
|                          | Monique Robineau-chailan | UMP            | 1 690        | 14,65        | 1 570       | 13,37       | 2      |        |
|                          | Lucie Desblancs          | SE             | 1 404        | 12,17        | 1 413       | 12,03       | 2      |        |
|                          | Gilles Viallon           | FG             | 764          | 6,62         |             |             |        |        |
|                          | Claude Du Crest          | UDI            | 219          | 1,89         |             |             |        |        |
|                          |                          |                |              |              |             |             |        |        |
| Inscrits                 | Inscrits                 | Inscrits       | 17 141       | 100,00       | 17 142      | 100,00      |        |        |
| Abstentions              | Abstentions              | Abstentions    | 5 284        | 30,83        | 4 959       | 28,93       |        |        |
| Votants                  | Votants                  | Votants        | 11 857       | 69,17        | 12 183      | 71,07       |        |        |
| Blancs et nuls           | Blancs et nuls           | Blancs et nuls | 329          | 2,77         | 441         | 3,62        |        |        |
| Exprimés                 | Exprimés                 | Exprimés       | 11 528       | 97,23        | 11 742      | 96,38       |        |        |
| * Liste du maire sortant |                          |                |              |              |             |             |        |        |

### Arles
- Maire sortant : Hervé Schiavetti (PCF)
- 45 sièges à pourvoir au conseil municipal (population légale 2011 : 52 510 habitants)
- 23 sièges à pourvoir au conseil communautaire

| Tête de liste            | Tête de liste      | Liste          | Premier tour | Premier tour | Second tour | Second tour | Sièges | Sièges |
| Tête de liste            | Tête de liste      | Liste          | Voix         | %            | Voix        | %           | CM     | CC     |
| ------------------------ | ------------------ | -------------- | ------------ | ------------ | ----------- | ----------- | ------ | ------ |
|                          | Hervé Schiavetti * | PCF-PS-EELV    | 8 760        | 37,94        | 11 193      | 46,13       | 33     | 17     |
|                          | Pierre Chenel      | FN             | 5 621        | 24,34        | 6 472       | 26,67       | 6      | 3      |
|                          | Cyril Juglaret     | UMP-UDI        | 5 053        | 21,88        | 6 598       | 27,19       | 6      | 3      |
|                          | Louis Sayn-urpar   | DVD            | 1 983        | 8,58         |             |             |        |        |
|                          | Christian Lhere    | DVG            | 908          | 3,93         |             |             |        |        |
|                          | Driss Bouhaja      | DVG            | 438          | 1,89         |             |             |        |        |
|                          | Guy Dubost         | LO             | 322          | 1,39         |             |             |        |        |
|                          |                    |                |              |              |             |             |        |        |
| Inscrits                 | Inscrits           | Inscrits       | 37 619       | 100,00       | 37 621      | 100,00      |        |        |
| Abstentions              | Abstentions        | Abstentions    | 13 811       | 36,71        | 12 642      | 33,60       |        |        |
| Votants                  | Votants            | Votants        | 23 808       | 63,29        | 24 979      | 66,40       |        |        |
| Blancs et nuls           | Blancs et nuls     | Blancs et nuls | 723          | 3,04         | 716         | 2,87        |        |        |
| Exprimés                 | Exprimés           | Exprimés       | 23 085       | 96,96        | 24 263      | 97,13       |        |        |
| * Liste du maire sortant |                    |                |              |              |             |             |        |        |

### Aubagne
- Maire sortant : Daniel Fontaine (PCF)
- 43 sièges à pourvoir au conseil municipal (population légale 2011 : 45 800 habitants)
- 28 sièges à pourvoir au conseil communautaire

| Tête de liste            | Tête de liste     | Liste          | Premier tour | Premier tour | Second tour | Second tour | Sièges | Sièges |
| Tête de liste            | Tête de liste     | Liste          | Voix         | %            | Voix        | %           | CM     | CC     |
| ------------------------ | ----------------- | -------------- | ------------ | ------------ | ----------- | ----------- | ------ | ------ |
|                          | Daniel Fontaine * | PCF-PS-EELV    | 7 503        | 37,29        | 9 242       | 40,87       | 9      | 6      |
|                          | Gérard Gazay      | UMP            | 4 962        | 24,66        | 10 738      | 47,49       | 32     | 21     |
|                          | Joëlle Mélin      | FN             | 4 151        | 20,63        | 2 629       | 11,62       | 2      | 1      |
|                          | Sylvia Barthelemy | UDI            | 3 504        | 17,41        |             |             |        |        |
|                          |                   |                |              |              |             |             |        |        |
| Inscrits                 | Inscrits          | Inscrits       | 32 861       | 100,00       | 32 862      | 100,00      |        |        |
| Abstentions              | Abstentions       | Abstentions    | 12 138       | 36,94        | 9 754       | 29,68       |        |        |
| Votants                  | Votants           | Votants        | 20 723       | 63,06        | 23 108      | 70,32       |        |        |
| Blancs et nuls           | Blancs et nuls    | Blancs et nuls | 603          | 2,91         | 499         | 2,16        |        |        |
| Exprimés                 | Exprimés          | Exprimés       | 20 120       | 97,09        | 22 609      | 97,84       |        |        |
| * Liste du maire sortant |                   |                |              |              |             |             |        |        |

### Auriol
- Maire sortant : Danièle Garcia (PS)
- 33 sièges à pourvoir au conseil municipal (population légale 2011 : 11 886 habitants)
- 5 sièges à pourvoir au conseil communautaire

|                          | Danièle Garcia *   | DVG            | 2 965 | 53,38  | 26 | 4 |  |  |
|                          | Véronique Miquelly | UMP-UDI        | 1 711 | 30,80  | 5  | 1 |  |  |
|                          | Alain Golea        | DVG            | 515   | 9,27   | 1  |   |  |  |
|                          | Éric Of            | PCF            | 363   | 6,53   | 1  |   |  |  |
|                          |                    |                |       |        |    |   |  |  |
| Inscrits                 | Inscrits           | Inscrits       | 8 803 | 100,00 |    |   |  |  |
| Abstentions              | Abstentions        | Abstentions    | 3 020 | 34,31  |    |   |  |  |
| Votants                  | Votants            | Votants        | 5 783 | 65,69  |    |   |  |  |
| Blancs et nuls           | Blancs et nuls     | Blancs et nuls | 229   | 3,96   |    |   |  |  |
| Exprimés                 | Exprimés           | Exprimés       | 5 554 | 96,04  |    |   |  |  |
| * Liste du maire sortant |                    |                |       |        |    |   |  |  |

### Berre-l'Étang
- Maire sortant : Serge Andréoni (PS)
- 33 sièges à pourvoir au conseil municipal (population légale 2011 : 13 840 habitants)
- 7 sièges à pourvoir au conseil communautaire

|                          | Serge Andréoni * | PS             | 4 096 | 76,84  | 30 | 7 |  |  |
|                          | Patrick Sciurca  | FG             | 1 234 | 23,15  | 3  |   |  |  |
|                          |                  |                |       |        |    |   |  |  |
| Inscrits                 | Inscrits         | Inscrits       | 9 268 | 100,00 |    |   |  |  |
| Abstentions              | Abstentions      | Abstentions    | 3 548 | 38,28  |    |   |  |  |
| Votants                  | Votants          | Votants        | 5 720 | 61,72  |    |   |  |  |
| Blancs et nuls           | Blancs et nuls   | Blancs et nuls | 390   | 6,82   |    |   |  |  |
| Exprimés                 | Exprimés         | Exprimés       | 5 330 | 93,18  |    |   |  |  |
| * Liste du maire sortant |                  |                |       |        |    |   |  |  |

### Bouc-Bel-Air
- Maire sortant : Jean-Claude Perrin (UMP)
- 33 sièges à pourvoir au conseil municipal (population légale 2011 : 13 761 habitants)
- 3 sièges à pourvoir au conseil communautaire

| Tête de liste            | Tête de liste               | Liste          | Premier tour | Premier tour | Second tour | Second tour | Sièges | Sièges |
| Tête de liste            | Tête de liste               | Liste          | Voix         | %            | Voix        | %           | CM     | CC     |
| ------------------------ | --------------------------- | -------------- | ------------ | ------------ | ----------- | ----------- | ------ | ------ |
|                          | Richard Mallié              | UMP            | 3 542        | 48,18        | 4 577       | 69,22       | 28     | 3      |
|                          | Jean-Claude Perrin *        | DVD            | 2 015        | 27,41        |             |             |        |        |
|                          | Marie Christine Oberlinkels | PS             | 1 121        | 15,24        | 2 035       | 30,77       | 5      |        |
|                          | Philippe Canobio            | SE             | 673          | 9,15         |             |             |        |        |
|                          |                             |                |              |              |             |             |        |        |
| Inscrits                 | Inscrits                    | Inscrits       | 11 635       | 100,00       | 11 636      | 100,00      |        |        |
| Abstentions              | Abstentions                 | Abstentions    | 4 110        | 35,32        | 4 604       | 39,57       |        |        |
| Votants                  | Votants                     | Votants        | 7 525        | 64,68        | 7 032       | 60,43       |        |        |
| Blancs et nuls           | Blancs et nuls              | Blancs et nuls | 174          | 2,31         | 420         | 5,97        |        |        |
| Exprimés                 | Exprimés                    | Exprimés       | 7 351        | 97,69        | 6 612       | 94,03       |        |        |
| * Liste du maire sortant |                             |                |              |              |             |             |        |        |

### Cabriès
- Maire sortant : Richard Martin (DVG)
- 29 sièges à pourvoir au conseil municipal (population légale 2011 : 8 800 habitants)
- 2 sièges à pourvoir au conseil communautaire

|                | Hervé Fabre-Aubrespy | UMP-UDI        | 2 730 | 52,80  | 23 | 2 |  |  |
|                | Anne Lanfranco       | SE             | 1 971 | 38,12  | 5  |   |  |  |
|                | René Gaussen         | DVD            | 469   | 9,07   | 1  |   |  |  |
|                |                      |                |       |        |    |   |  |  |
| Inscrits       | Inscrits             | Inscrits       | 7 965 | 100,00 |    |   |  |  |
| Abstentions    | Abstentions          | Abstentions    | 2 625 | 32,96  |    |   |  |  |
| Votants        | Votants              | Votants        | 5 340 | 67,04  |    |   |  |  |
| Blancs et nuls | Blancs et nuls       | Blancs et nuls | 170   | 3,18   |    |   |  |  |
| Exprimés       | Exprimés             | Exprimés       | 5 170 | 96,82  |    |   |  |  |

### Carnoux-en-Provence
- Maire sortant : Jean-Pierre Giorgi (DVD)
- 29 sièges à pourvoir au conseil municipal (population légale 2011 : 6 792 habitants)
- 2 sièges à pourvoir au conseil communautaire

| Tête de liste            | Tête de liste        | Liste          | Premier tour | Premier tour | Second tour | Second tour | Sièges | Sièges |
| Tête de liste            | Tête de liste        | Liste          | Voix         | %            | Voix        | %           | CM     | CC     |
| ------------------------ | -------------------- | -------------- | ------------ | ------------ | ----------- | ----------- | ------ | ------ |
|                          | Jean-Pierre Giorgi * | DVD            | 1 664        | 47,07        | 1 950       | 58,77       | 24     | 2      |
|                          | Gilles Di Rosa       | DVD            | 584          | 16,52        | 950         | 28,63       | 4      |        |
|                          | Alain Levavasseur    | SE             | 578          | 16,35        |             |             |        |        |
|                          | Vesselin Bratkov     | FN             | 411          | 11,62        | 418         | 12,59       | 1      |        |
|                          | Marc Vincent         | DVG            | 298          | 8,42         |             |             |        |        |
|                          |                      |                |              |              |             |             |        |        |
| Inscrits                 | Inscrits             | Inscrits       | 5 531        | 100,00       | 5 531       | 100,00      |        |        |
| Abstentions              | Abstentions          | Abstentions    | 1 942        | 35,11        | 2 070       | 37,43       |        |        |
| Votants                  | Votants              | Votants        | 3 589        | 64,89        | 3 461       | 62,57       |        |        |
| Blancs et nuls           | Blancs et nuls       | Blancs et nuls | 54           | 1,50         | 143         | 4,13        |        |        |
| Exprimés                 | Exprimés             | Exprimés       | 3 535        | 98,50        | 3 318       | 95,87       |        |        |
| * Liste du maire sortant |                      |                |              |              |             |             |        |        |

### Carry-le-Rouet
- Maire sortant : Jean Montagnac (UMP)
- 29 sièges à pourvoir au conseil municipal (population légale 2011 : 6 338 habitants)
- 2 sièges à pourvoir au conseil communautaire

|                          | Jean Montagnac *    | UMP            | 2 817 | 80,85  | 27 | 2 |  |  |
|                          | Jean-François Marza | DVD            | 667   | 19,14  | 2  |   |  |  |
|                          |                     |                |       |        |    |   |  |  |
| Inscrits                 | Inscrits            | Inscrits       | 5 634 | 100,00 |    |   |  |  |
| Abstentions              | Abstentions         | Abstentions    | 1 923 | 34,13  |    |   |  |  |
| Votants                  | Votants             | Votants        | 3 711 | 65,87  |    |   |  |  |
| Blancs et nuls           | Blancs et nuls      | Blancs et nuls | 227   | 6,12   |    |   |  |  |
| Exprimés                 | Exprimés            | Exprimés       | 3 484 | 93,88  |    |   |  |  |
| * Liste du maire sortant |                     |                |       |        |    |   |  |  |

### Cassis
- Maire sortant : Danielle Milon-Vivanti (UMP)
- 29 sièges à pourvoir au conseil municipal (population légale 2011 : 7 712 habitants)
- 3 sièges à pourvoir au conseil communautaire

|                          | Danielle Milon-Vivanti * | UMP            | 2 987 | 67,48  | 25 | 3 |  |  |
|                          | Christian Lion           | DVD            | 1 176 | 26,57  | 4  |   |  |  |
|                          | Jean-Pierre Perone       | PS             | 263   | 5,94   |    |   |  |  |
|                          |                          |                |       |        |    |   |  |  |
| Inscrits                 | Inscrits                 | Inscrits       | 6 912 | 100,00 |    |   |  |  |
| Abstentions              | Abstentions              | Abstentions    | 2 360 | 34,14  |    |   |  |  |
| Votants                  | Votants                  | Votants        | 4 552 | 65,86  |    |   |  |  |
| Blancs et nuls           | Blancs et nuls           | Blancs et nuls | 126   | 2,77   |    |   |  |  |
| Exprimés                 | Exprimés                 | Exprimés       | 4 426 | 97,23  |    |   |  |  |
| * Liste du maire sortant |                          |                |       |        |    |   |  |  |

### Châteauneuf-les-Martigues
- Maire sortant : Vincent Burroni (PS)
- 33 sièges à pourvoir au conseil municipal (population légale 2011 : 12 266 habitants)
- 4 sièges à pourvoir au conseil communautaire

|                          | Roland Mouren     | DVD            | 3 672 | 53,79  | 26 | 3 |  |  |
|                          | Vincent Burroni * | PS-PCF-EELV    | 2 385 | 34,93  | 6  | 1 |  |  |
|                          | Didier Gidde      | SE             | 769   | 11,26  | 1  |   |  |  |
|                          |                   |                |       |        |    |   |  |  |
| Inscrits                 | Inscrits          | Inscrits       | 9 987 | 100,00 |    |   |  |  |
| Abstentions              | Abstentions       | Abstentions    | 2 885 | 28,89  |    |   |  |  |
| Votants                  | Votants           | Votants        | 7 102 | 71,11  |    |   |  |  |
| Blancs et nuls           | Blancs et nuls    | Blancs et nuls | 276   | 3,89   |    |   |  |  |
| Exprimés                 | Exprimés          | Exprimés       | 6 826 | 96,11  |    |   |  |  |
| * Liste du maire sortant |                   |                |       |        |    |   |  |  |

### Châteaurenard
- Maire sortant : Bernard Reynes (UMP)
- 33 sièges à pourvoir au conseil municipal (population légale 2011 : 15 665 habitants)
- 7 sièges à pourvoir au conseil communautaire

|                          | Bernard Reynes *       | UMP-UDI        | 3 515  | 51,00  | 26 | 6 |  |  |
|                          | Jean-Alexandre Mousset | FN             | 1 511  | 21,92  | 3  | 1 |  |  |
|                          | Frédéric Nicolas       | SE             | 897    | 13,01  | 2  |   |  |  |
|                          | Nicette Aubert         | DVG            | 841    | 12,20  | 2  |   |  |  |
|                          | Jean Courtois          | DVD            | 128    | 1,85   |    |   |  |  |
|                          |                        |                |        |        |    |   |  |  |
| Inscrits                 | Inscrits               | Inscrits       | 10 410 | 100,00 |    |   |  |  |
| Abstentions              | Abstentions            | Abstentions    | 3 362  | 32,30  |    |   |  |  |
| Votants                  | Votants                | Votants        | 7 048  | 67,70  |    |   |  |  |
| Blancs et nuls           | Blancs et nuls         | Blancs et nuls | 156    | 2,21   |    |   |  |  |
| Exprimés                 | Exprimés               | Exprimés       | 6 892  | 97,79  |    |   |  |  |
| * Liste du maire sortant |                        |                |        |        |    |   |  |  |

### Éguilles
- Maire sortant : Robert Dagorne (UDI)
- 29 sièges à pourvoir au conseil municipal (population légale 2011 : 7 504 habitants)
- 1 sièges à pourvoir au conseil communautaire

|                          | Robert Dagorne *      | UDI-UMP        | 2 914 | 71,35  | 25 | 1 |  |  |
|                          | Salvator Di Benedetto | DVG            | 1 170 | 28,64  | 4  |   |  |  |
|                          |                       |                |       |        |    |   |  |  |
| Inscrits                 | Inscrits              | Inscrits       | 6 682 | 100,00 |    |   |  |  |
| Abstentions              | Abstentions           | Abstentions    | 2 407 | 36,02  |    |   |  |  |
| Votants                  | Votants               | Votants        | 4 275 | 63,98  |    |   |  |  |
| Blancs et nuls           | Blancs et nuls        | Blancs et nuls | 191   | 4,47   |    |   |  |  |
| Exprimés                 | Exprimés              | Exprimés       | 4 084 | 95,53  |    |   |  |  |
| * Liste du maire sortant |                       |                |       |        |    |   |  |  |

### Ensuès-la-Redonne
- Maire sortant : Michel Illac (DVG)
- 29 sièges à pourvoir au conseil municipal (population légale 2011 : 5 254 habitants)
- 2 sièges à pourvoir au conseil communautaire

| Tête de liste            | Tête de liste   | Liste          | Premier tour | Premier tour | Second tour | Second tour | Sièges | Sièges |
| Tête de liste            | Tête de liste   | Liste          | Voix         | %            | Voix        | %           | CM     | CC     |
| ------------------------ | --------------- | -------------- | ------------ | ------------ | ----------- | ----------- | ------ | ------ |
|                          | Michel Illac *  | DVG            | 1 533        | 49,54        | 1 827       | 57,70       | 23     | 2      |
|                          | Daniel Pierre   | UMP            | 646          | 20,87        | 1 339       | 42,29       | 6      |        |
|                          | Bernard Guarino | DVD            | 601          | 19,42        |             |             |        |        |
|                          | Roger Barrachin | DVD            | 314          | 10,14        |             |             |        |        |
|                          |                 |                |              |              |             |             |        |        |
| Inscrits                 | Inscrits        | Inscrits       | 4 388        | 100,00       | 4 388       | 100,00      |        |        |
| Abstentions              | Abstentions     | Abstentions    | 1 182        | 26,94        | 1 087       | 24,77       |        |        |
| Votants                  | Votants         | Votants        | 3 206        | 73,06        | 3 301       | 75,23       |        |        |
| Blancs et nuls           | Blancs et nuls  | Blancs et nuls | 112          | 3,49         | 135         | 4,09        |        |        |
| Exprimés                 | Exprimés        | Exprimés       | 3 094        | 96,51        | 3 166       | 95,91       |        |        |
| * Liste du maire sortant |                 |                |              |              |             |             |        |        |

### Eyguières
- Maire sortant : Henri Pons (UDI)
- 29 sièges à pourvoir au conseil municipal (population légale 2011 : 6 446 habitants)
- 3 sièges à pourvoir au conseil communautaire

|                          | Henri Pons *          | UDI            | 2 478 | 61,99  | 25 | 3 |  |  |
|                          | Daniel Soury-lavergne | SE             | 665   | 16,63  | 2  |   |  |  |
|                          | Louis-Marie Savornin  | DVD            | 476   | 11,90  | 1  |   |  |  |
|                          | José Delcroix         | FN             | 378   | 9,45   | 1  |   |  |  |
|                          |                       |                |       |        |    |   |  |  |
| Inscrits                 | Inscrits              | Inscrits       | 5 793 | 100,00 |    |   |  |  |
| Abstentions              | Abstentions           | Abstentions    | 1 679 | 28,98  |    |   |  |  |
| Votants                  | Votants               | Votants        | 4 114 | 71,02  |    |   |  |  |
| Blancs et nuls           | Blancs et nuls        | Blancs et nuls | 117   | 2,84   |    |   |  |  |
| Exprimés                 | Exprimés              | Exprimés       | 3 997 | 97,16  |    |   |  |  |
| * Liste du maire sortant |                       |                |       |        |    |   |  |  |

### Fos-sur-Mer
- Maire sortant : René Raimondi (PS)
- 33 sièges à pourvoir au conseil municipal (population légale 2011 : 15 499 habitants)
- 8 sièges à pourvoir au conseil communautaire

|                          | René Raimondi *   | PS-PCF-EELV    | 5 164  | 65,73  | 28 | 7 |  |  |
|                          | Philippe Maurizot | UMP            | 2 071  | 26,36  | 4  | 1 |  |  |
|                          | Jean-Louis Sanial | FG             | 621    | 7,90   | 1  |   |  |  |
|                          |                   |                |        |        |    |   |  |  |
| Inscrits                 | Inscrits          | Inscrits       | 12 583 | 100,00 |    |   |  |  |
| Abstentions              | Abstentions       | Abstentions    | 4 496  | 35,73  |    |   |  |  |
| Votants                  | Votants           | Votants        | 8 087  | 64,27  |    |   |  |  |
| Blancs et nuls           | Blancs et nuls    | Blancs et nuls | 231    | 2,86   |    |   |  |  |
| Exprimés                 | Exprimés          | Exprimés       | 7 856  | 97,14  |    |   |  |  |
| * Liste du maire sortant |                   |                |        |        |    |   |  |  |

### Fuveau
- Maire sortant : Jean Bonfillon (DVD)
- 29 sièges à pourvoir au conseil municipal (population légale 2011 : 9 350 habitants)
- 2 sièges à pourvoir au conseil communautaire

|                | Hélène Roubaud-lhen | DVD            | 2 773 | 61,07  | 24 | 2 |  |  |
|                | Jean-François Dubus | DVG            | 1 767 | 38,92  | 5  |   |  |  |
|                |                     |                |       |        |    |   |  |  |
| Inscrits       | Inscrits            | Inscrits       | 7 088 | 100,00 |    |   |  |  |
| Abstentions    | Abstentions         | Abstentions    | 2 333 | 32,91  |    |   |  |  |
| Votants        | Votants             | Votants        | 4 755 | 67,09  |    |   |  |  |
| Blancs et nuls | Blancs et nuls      | Blancs et nuls | 215   | 4,52   |    |   |  |  |
| Exprimés       | Exprimés            | Exprimés       | 4 540 | 95,48  |    |   |  |  |

### Gardanne
- Maire sortant : Roger Meï (PCF)
- 35 sièges à pourvoir au conseil municipal (population légale 2011 : 20 473 habitants)
- 5 sièges à pourvoir au conseil communautaire

| Tête de liste            | Tête de liste                | Liste          | Premier tour | Premier tour | Second tour | Second tour | Sièges | Sièges |
| Tête de liste            | Tête de liste                | Liste          | Voix         | %            | Voix        | %           | CM     | CC     |
| ------------------------ | ---------------------------- | -------------- | ------------ | ------------ | ----------- | ----------- | ------ | ------ |
|                          | Roger Meï *                  | FG             | 3 499        | 36,13        | 3 975       | 39,70       | 25     | 4      |
|                          | Jean-Brice Garella           | DVG            | 2 701        | 27,89        | 3 906       | 39,01       | 7      | 1      |
|                          | Clément Lepoittevin          | FN             | 1 865        | 19,26        | 1 571       | 15,69       | 2      |        |
|                          | Chantal Cruveiller Giacalone | DVD            | 1 034        | 10,67        | 560         | 5,59        | 1      |        |
|                          | Hervé Rigaud                 | SE             | 583          | 6,02         |             |             |        |        |
|                          |                              |                |              |              |             |             |        |        |
| Inscrits                 | Inscrits                     | Inscrits       | 16 130       | 100,00       | 16 131      | 100,00      |        |        |
| Abstentions              | Abstentions                  | Abstentions    | 6 198        | 38,43        | 5 883       | 36,47       |        |        |
| Votants                  | Votants                      | Votants        | 9 932        | 61,57        | 10 248      | 63,53       |        |        |
| Blancs et nuls           | Blancs et nuls               | Blancs et nuls | 250          | 2,52         | 236         | 2,30        |        |        |
| Exprimés                 | Exprimés                     | Exprimés       | 9 682        | 97,48        | 10 012      | 97,70       |        |        |
| * Liste du maire sortant |                              |                |              |              |             |             |        |        |

### Gémenos
- Maire sortant : Roland Giberti (UDI)
- 29 sièges à pourvoir au conseil municipal (population légale 2011 : 6 165 habitants)
- 2 sièges à pourvoir au conseil communautaire

|                          | Roland Giberti * | DVD            | 3 202 | 86,49  | 27 | 2 |  |  |
|                          | Jean Yves Petit  | DVG            | 500   | 13,50  | 2  |   |  |  |
|                          |                  |                |       |        |    |   |  |  |
| Inscrits                 | Inscrits         | Inscrits       | 5 508 | 100,00 |    |   |  |  |
| Abstentions              | Abstentions      | Abstentions    | 1 720 | 31,23  |    |   |  |  |
| Votants                  | Votants          | Votants        | 3 788 | 68,77  |    |   |  |  |
| Blancs et nuls           | Blancs et nuls   | Blancs et nuls | 86    | 2,27   |    |   |  |  |
| Exprimés                 | Exprimés         | Exprimés       | 3 702 | 97,73  |    |   |  |  |
| * Liste du maire sortant |                  |                |       |        |    |   |  |  |

### Gignac-la-Nerthe
- Maire sortant : Christian Amiraty (PS)
- 29 sièges à pourvoir au conseil municipal (population légale 2011 : 9 055 habitants)
- 3 sièges à pourvoir au conseil communautaire

| Tête de liste            | Tête de liste        | Liste          | Premier tour | Premier tour | Second tour | Second tour | Sièges | Sièges |
| Tête de liste            | Tête de liste        | Liste          | Voix         | %            | Voix        | %           | CM     | CC     |
| ------------------------ | -------------------- | -------------- | ------------ | ------------ | ----------- | ----------- | ------ | ------ |
|                          | Christian Amiraty *  | PS-PCF-EELV    | 1 872        | 39,26        | 2 326       | 46,90       | 22     | 2      |
|                          | Christophe De Pietro | DVD            | 1 166        | 24,45        | 1 603       | 32,32       | 4      | 1      |
|                          | Xavier Trubert       | FN             | 967          | 20,28        | 1 030       | 20,77       | 3      |        |
|                          | Louis Padilla        | DVG            | 472          | 9,90         |             |             |        |        |
|                          | Carole Ingenito      | UMP            | 290          | 6,08         |             |             |        |        |
|                          |                      |                |              |              |             |             |        |        |
| Inscrits                 | Inscrits             | Inscrits       | 7 794        | 100,00       | 7 794       | 100,00      |        |        |
| Abstentions              | Abstentions          | Abstentions    | 2 942        | 37,75        | 2 740       | 35,16       |        |        |
| Votants                  | Votants              | Votants        | 4 852        | 62,25        | 5 054       | 64,84       |        |        |
| Blancs et nuls           | Blancs et nuls       | Blancs et nuls | 85           | 1,75         | 95          | 1,88        |        |        |
| Exprimés                 | Exprimés             | Exprimés       | 4 767        | 98,25        | 4 959       | 98,12       |        |        |
| * Liste du maire sortant |                      |                |              |              |             |             |        |        |

### Istres
- Maire sortant : François Bernardini (DVG)
- 43 sièges à pourvoir au conseil municipal (population légale 2011 : 42 943 habitants)
- 19 sièges à pourvoir au conseil communautaire

| Tête de liste            | Tête de liste         | Liste          | Premier tour | Premier tour | Second tour | Second tour | Sièges | Sièges |
| Tête de liste            | Tête de liste         | Liste          | Voix         | %            | Voix        | %           | CM     | CC     |
| ------------------------ | --------------------- | -------------- | ------------ | ------------ | ----------- | ----------- | ------ | ------ |
|                          | François Bernardini * | DVG            | 7 934        | 40,12        | 9 259       | 44,43       | 32     | 14     |
|                          | Adrien Mexis          | FN             | 5 762        | 29,13        | 6 957       | 33,38       | 7      | 3      |
|                          | Michel Leban          | UMP            | 3 287        | 16,62        | 2 380       | 11,42       | 2      | 1      |
|                          | Vincent Lemassu       | DVG            | 2 791        | 14,11        | 2 240       | 10,75       | 2      | 1      |
|                          |                       |                |              |              |             |             |        |        |
| Inscrits                 | Inscrits              | Inscrits       | 29 504       | 100,00       | 29 512      | 100,00      |        |        |
| Abstentions              | Abstentions           | Abstentions    | 8 870        | 30,06        | 7 999       | 27,10       |        |        |
| Votants                  | Votants               | Votants        | 20 634       | 69,94        | 21 513      | 72,90       |        |        |
| Blancs et nuls           | Blancs et nuls        | Blancs et nuls | 860          | 4,17         | 677         | 3,15        |        |        |
| Exprimés                 | Exprimés              | Exprimés       | 19 774       | 95,83        | 20 836      | 96,85       |        |        |
| * Liste du maire sortant |                       |                |              |              |             |             |        |        |

### La Bouilladisse
- Maire sortant : André Jullien (PCF)
- 29 sièges à pourvoir au conseil municipal (population légale 2011 : 5 997 habitants)
- 3 sièges à pourvoir au conseil communautaire

|                          | André Jullien * | PCF            | 1 786 | 60,15  | 24 | 2 |  |  |
|                          | Alain Boutboul  | UMP-UDI        | 1 183 | 39,84  | 5  | 1 |  |  |
|                          |                 |                |       |        |    |   |  |  |
| Inscrits                 | Inscrits        | Inscrits       | 4 357 | 100,00 |    |   |  |  |
| Abstentions              | Abstentions     | Abstentions    | 1 257 | 28,85  |    |   |  |  |
| Votants                  | Votants         | Votants        | 3 100 | 71,15  |    |   |  |  |
| Blancs et nuls           | Blancs et nuls  | Blancs et nuls | 131   | 4,23   |    |   |  |  |
| Exprimés                 | Exprimés        | Exprimés       | 2 969 | 95,77  |    |   |  |  |
| * Liste du maire sortant |                 |                |       |        |    |   |  |  |

### La Ciotat
- Maire sortant : Patrick Boré (UMP)
- 39 sièges à pourvoir au conseil municipal (population légale 2011 : 33 738 habitants)
- 13 sièges à pourvoir au conseil communautaire

| Tête de liste            | Tête de liste   | Liste          | Premier tour | Premier tour | Second tour | Second tour | Sièges | Sièges |
| Tête de liste            | Tête de liste   | Liste          | Voix         | %            | Voix        | %           | CM     | CC     |
| ------------------------ | --------------- | -------------- | ------------ | ------------ | ----------- | ----------- | ------ | ------ |
|                          | Patrick Boré *  | UMP-UDI        | 8 122        | 48,42        | 9 078       | 52,99       | 30     | 11     |
|                          | Yann Farina     | FN             | 3 993        | 23,80        | 4 175       | 24,37       | 5      | 1      |
|                          | Karim Ghendouf  | PS-PCF-EELV    | 3 570        | 21,28        | 3 876       | 22,62       | 4      | 1      |
|                          | Bernard Chabaud | SE             | 1 088        | 6,48         |             |             |        |        |
|                          |                 |                |              |              |             |             |        |        |
| Inscrits                 | Inscrits        | Inscrits       | 27 740       | 100,00       | 27 740      | 100,00      |        |        |
| Abstentions              | Abstentions     | Abstentions    | 10 429       | 37,60        | 10 103      | 36,42       |        |        |
| Votants                  | Votants         | Votants        | 17 311       | 62,40        | 17 637      | 63,58       |        |        |
| Blancs et nuls           | Blancs et nuls  | Blancs et nuls | 538          | 3,11         | 508         | 2,88        |        |        |
| Exprimés                 | Exprimés        | Exprimés       | 16 773       | 96,89        | 17 129      | 97,12       |        |        |
| * Liste du maire sortant |                 |                |              |              |             |             |        |        |

### La Fare-les-Oliviers
- Maire sortant : Olivier Guirou (PS)
- 29 sièges à pourvoir au conseil municipal (population légale 2011 : 7 256 habitants)
- 3 sièges à pourvoir au conseil communautaire

|                          | Olivier Guirou *   | PS             | 2 270 | 56,77  | 24 | 3 |  |  |
|                          | André Campagne     | SE             | 991   | 24,78  | 3  |   |  |  |
|                          | Richard Campanelli | UMP            | 737   | 18,43  | 2  |   |  |  |
|                          |                    |                |       |        |    |   |  |  |
| Inscrits                 | Inscrits           | Inscrits       | 6 048 | 100,00 |    |   |  |  |
| Abstentions              | Abstentions        | Abstentions    | 1 927 | 31,86  |    |   |  |  |
| Votants                  | Votants            | Votants        | 4 121 | 68,14  |    |   |  |  |
| Blancs et nuls           | Blancs et nuls     | Blancs et nuls | 123   | 2,98   |    |   |  |  |
| Exprimés                 | Exprimés           | Exprimés       | 3 998 | 97,02  |    |   |  |  |
| * Liste du maire sortant |                    |                |       |        |    |   |  |  |

### La Penne-sur-Huveaune
- Maire sortant : Pierre Mingaud (PCF)
- 29 sièges à pourvoir au conseil municipal (population légale 2011 : 6 338 habitants)
- 4 sièges à pourvoir au conseil communautaire

|                          | Pierre Mingaud * | FG             | 1 659 | 51,25  | 23 | 3 |  |  |
|                          | Christophe Szabo | UMP            | 981   | 30,30  | 4  | 1 |  |  |
|                          | Gilles Maniglio  | FN             | 597   | 18,44  | 2  |   |  |  |
|                          |                  |                |       |        |    |   |  |  |
| Inscrits                 | Inscrits         | Inscrits       | 5 088 | 100,00 |    |   |  |  |
| Abstentions              | Abstentions      | Abstentions    | 1 764 | 34,67  |    |   |  |  |
| Votants                  | Votants          | Votants        | 3 324 | 65,33  |    |   |  |  |
| Blancs et nuls           | Blancs et nuls   | Blancs et nuls | 87    | 2,62   |    |   |  |  |
| Exprimés                 | Exprimés         | Exprimés       | 3 237 | 97,38  |    |   |  |  |
| * Liste du maire sortant |                  |                |       |        |    |   |  |  |

### La Roque-d'Anthéron
- Maire sortant : Robert Villevieille (UMP)
- 29 sièges à pourvoir au conseil municipal (population légale 2011 : 5 357 habitants)
- 1 sièges à pourvoir au conseil communautaire

|                          | Jean-Pierre Serrus    | SE             | 1 524 | 61,47  | 24 | 1 |  |  |
|                          | Robert Villevieille * | DVG            | 955   | 38,52  | 5  |   |  |  |
|                          |                       |                |       |        |    |   |  |  |
| Inscrits                 | Inscrits              | Inscrits       | 3 513 | 100,00 |    |   |  |  |
| Abstentions              | Abstentions           | Abstentions    | 935   | 26,62  |    |   |  |  |
| Votants                  | Votants               | Votants        | 2 578 | 73,38  |    |   |  |  |
| Blancs et nuls           | Blancs et nuls        | Blancs et nuls | 99    | 3,84   |    |   |  |  |
| Exprimés                 | Exprimés              | Exprimés       | 2 479 | 96,16  |    |   |  |  |
| * Liste du maire sortant |                       |                |       |        |    |   |  |  |

### Lambesc
- Maire sortant : Jacques Bucki (PS)
- 29 sièges à pourvoir au conseil municipal (population légale 2011 : 9 250 habitants)
- 2 sièges à pourvoir au conseil communautaire

| Tête de liste            | Tête de liste         | Liste          | Premier tour | Premier tour | Second tour | Second tour | Sièges | Sièges |
| Tête de liste            | Tête de liste         | Liste          | Voix         | %            | Voix        | %           | CM     | CC     |
| ------------------------ | --------------------- | -------------- | ------------ | ------------ | ----------- | ----------- | ------ | ------ |
|                          | Bernard Ramond        | UMP-UDI        | 1 793        | 35,80        | 2 335       | 44,89       | 21     | 2      |
|                          | Jacques Bucki *       | PS             | 1 539        | 30,73        | 2 014       | 38,72       | 6      |        |
|                          | Jean-Jacques Decorde  | SE             | 1 052        | 21,01        | 852         | 16,38       | 2      |        |
|                          | Jean-Michel Carretero | FG             | 623          | 12,44        |             |             |        |        |
|                          |                       |                |              |              |             |             |        |        |
| Inscrits                 | Inscrits              | Inscrits       | 7 510        | 100,00       | 7 510       | 100,00      |        |        |
| Abstentions              | Abstentions           | Abstentions    | 2 359        | 31,41        | 2 149       | 28,62       |        |        |
| Votants                  | Votants               | Votants        | 5 151        | 68,59        | 5 361       | 71,38       |        |        |
| Blancs et nuls           | Blancs et nuls        | Blancs et nuls | 144          | 2,80         | 160         | 2,98        |        |        |
| Exprimés                 | Exprimés              | Exprimés       | 5 007        | 97,20        | 5 201       | 97,02       |        |        |
| * Liste du maire sortant |                       |                |              |              |             |             |        |        |

### Lançon-Provence
- Maire sortant : Georges Virlogeux (PS)
- 29 sièges à pourvoir au conseil municipal (population légale 2011 : 8 399 habitants)
- 3 sièges à pourvoir au conseil communautaire

| Tête de liste  | Tête de liste     | Liste          | Premier tour | Premier tour | Second tour | Second tour | Sièges | Sièges |
| Tête de liste  | Tête de liste     | Liste          | Voix         | %            | Voix        | %           | CM     | CC     |
| -------------- | ----------------- | -------------- | ------------ | ------------ | ----------- | ----------- | ------ | ------ |
|                | Michel Mille      | UMP            | 2 228        | 49,22        | 2 618       | 58,15       | 24     | 3      |
|                | Philippe Ribaud   | UDI            | 869          | 19,20        | 848         | 18,83       | 2      |        |
|                | Charles Piris     | DVG            | 802          | 17,71        | 642         | 14,26       | 2      |        |
|                | Marcel Castellani | DVD            | 627          | 13,85        | 394         | 8,75        | 1      |        |
|                |                   |                |              |              |             |             |        |        |
| Inscrits       | Inscrits          | Inscrits       | 6 864        | 100,00       | 6 864       | 100,00      |        |        |
| Abstentions    | Abstentions       | Abstentions    | 2 189        | 31,89        | 2 258       | 32,90       |        |        |
| Votants        | Votants           | Votants        | 4 675        | 68,11        | 4 606       | 67,10       |        |        |
| Blancs et nuls | Blancs et nuls    | Blancs et nuls | 149          | 3,19         | 104         | 2,26        |        |        |
| Exprimés       | Exprimés          | Exprimés       | 4 526        | 96,81        | 4 502       | 97,74       |        |        |

### Le Puy-Sainte-Réparade
- Maire sortant : Jean-David Ciot (PS)
- 29 sièges à pourvoir au conseil municipal (population légale 2011 : 5 338 habitants)
- 1 sièges à pourvoir au conseil communautaire

|                          | Jean-David Ciot *    | PS             | 1 460 | 52,72  | 23 | 1 |  |  |
|                          | Serge Roatta         | UMP-UDI        | 686   | 24,77  | 3  |   |  |  |
|                          | Jean-Pierre Bertrand | DVD            | 623   | 22,49  | 3  |   |  |  |
|                          |                      |                |       |        |    |   |  |  |
| Inscrits                 | Inscrits             | Inscrits       | 4 291 | 100,00 |    |   |  |  |
| Abstentions              | Abstentions          | Abstentions    | 1 383 | 32,23  |    |   |  |  |
| Votants                  | Votants              | Votants        | 2 908 | 67,77  |    |   |  |  |
| Blancs et nuls           | Blancs et nuls       | Blancs et nuls | 139   | 4,78   |    |   |  |  |
| Exprimés                 | Exprimés             | Exprimés       | 2 769 | 95,22  |    |   |  |  |
| * Liste du maire sortant |                      |                |       |        |    |   |  |  |

### Les Pennes-Mirabeau
- Maire sortant : Michel Amiel (PS)
- 33 sièges à pourvoir au conseil municipal (population légale 2011 : 19 534 habitants)
- 4 sièges à pourvoir au conseil communautaire

|                          | Michel Amiel *    | DVG            | 6 325  | 59,82  | 27 | 4 |  |  |
|                          | Maximilien Fusone | FN             | 2 172  | 20,54  | 3  |   |  |  |
|                          | Geneviève Battini | UMP            | 1 300  | 12,29  | 2  |   |  |  |
|                          | Serge Baroni      | FG             | 776    | 7,33   | 1  |   |  |  |
|                          |                   |                |        |        |    |   |  |  |
| Inscrits                 | Inscrits          | Inscrits       | 17 629 | 100,00 |    |   |  |  |
| Abstentions              | Abstentions       | Abstentions    | 6 849  | 38,85  |    |   |  |  |
| Votants                  | Votants           | Votants        | 10 780 | 61,15  |    |   |  |  |
| Blancs et nuls           | Blancs et nuls    | Blancs et nuls | 207    | 1,92   |    |   |  |  |
| Exprimés                 | Exprimés          | Exprimés       | 10 573 | 98,08  |    |   |  |  |
| * Liste du maire sortant |                   |                |        |        |    |   |  |  |

### Mallemort
- Maire sortant : Daniel Conte (PS)
- 29 sièges à pourvoir au conseil municipal (population légale 2011 : 6 208 habitants)
- 3 sièges à pourvoir au conseil communautaire

| Tête de liste  | Tête de liste        | Liste          | Premier tour | Premier tour | Second tour | Second tour | Sièges | Sièges |
| Tête de liste  | Tête de liste        | Liste          | Voix         | %            | Voix        | %           | CM     | CC     |
| -------------- | -------------------- | -------------- | ------------ | ------------ | ----------- | ----------- | ------ | ------ |
|                | Hélène Gente-Ceaglio | DVG            | 1 129        | 35,62        | 1 199       | 36,53       | 20     | 2      |
|                | Dimitri Farro        | DVD            | 1 067        | 33,66        | 1 141       | 34,76       | 5      | 1      |
|                | Jean-Pierre Chabert  | DVD            | 973          | 30,70        | 942         | 28,70       | 4      |        |
|                |                      |                |              |              |             |             |        |        |
| Inscrits       | Inscrits             | Inscrits       | 4 885        | 100,00       | 4 885       | 100,00      |        |        |
| Abstentions    | Abstentions          | Abstentions    | 1 627        | 33,31        | 1 537       | 31,46       |        |        |
| Votants        | Votants              | Votants        | 3 258        | 66,69        | 3 348       | 68,54       |        |        |
| Blancs et nuls | Blancs et nuls       | Blancs et nuls | 89           | 2,73         | 66          | 1,97        |        |        |
| Exprimés       | Exprimés             | Exprimés       | 3 169        | 97,27        | 3 282       | 98,03       |        |        |

### Marignane
- Maire sortant : Éric Le Dissès (DVD)
- 39 sièges à pourvoir au conseil municipal (population légale 2011 : 34 393 habitants)
- 14 sièges à pourvoir au conseil communautaire

|                          | Éric Le Dissès *            | DVD            | 7 038  | 53,22  | 31 | 12 |  |  |
|                          | René Amodru                 | FN             | 2 357  | 17,82  | 4  | 1  |  |  |
|                          | Vincent Gomez               | PS-PCF-EELV    | 1 365  | 10,32  | 2  | 1  |  |  |
|                          | Joseph Tornambé             | DVD            | 1 020  | 7,71   | 1  |    |  |  |
|                          | Catherine Suire Vinciguerra | DVD            | 963    | 7,28   | 1  |    |  |  |
|                          | Gilbert Marigny             | DVD            | 479    | 3,62   |    |    |  |  |
|                          |                             |                |        |        |    |    |  |  |
| Inscrits                 | Inscrits                    | Inscrits       | 22 181 | 100,00 |    |    |  |  |
| Abstentions              | Abstentions                 | Abstentions    | 8 550  | 38,55  |    |    |  |  |
| Votants                  | Votants                     | Votants        | 13 631 | 61,45  |    |    |  |  |
| Blancs et nuls           | Blancs et nuls              | Blancs et nuls | 409    | 3,00   |    |    |  |  |
| Exprimés                 | Exprimés                    | Exprimés       | 13 222 | 97,00  |    |    |  |  |
| * Liste du maire sortant |                             |                |        |        |    |    |  |  |

### Marseille
- Maire sortant : Jean-Claude Gaudin (UMP)
- 101 sièges à pourvoir (population légale 2011 : 850 726 habitants)

| Tête de liste            | Tête de liste        | Liste          | Premier tour | Premier tour | Second tour | Second tour | Sièges | Sièges |
| Tête de liste            | Tête de liste        | Liste          | Voix         | %            | Voix        | %           | Nombre | %      |
| ------------------------ | -------------------- | -------------- | ------------ | ------------ | ----------- | ----------- | ------ | ------ |
|                          | Jean-Claude Gaudin * | UMP-UDI-MoDem  | 96 132       | 37,64        | 96 813      | 42,39       | 61     | 60,40  |
|                          | Stéphane Ravier      | FN             | 59 159       | 23,16        | 60 548      | 26,51       | 20     | 19,80  |
|                          | Patrick Mennucci     | PS-EELV        | 53 030       | 20,77        | 70 999      | 31,09       | 20     | 19,80  |
|                          | Jean-Marc Coppola    | FG             | 18 132       | 7,10         |             |             |        |        |
|                          | Pape Diouf           | DVG            | 14 377       | 5,63         |             |             |        |        |
|                          | Autres listes        | Autres listes  | 14 551       | 5,70         |             |             |        |        |
|                          |                      |                |              |              |             |             |        |        |
| Inscrits                 | Inscrits             | Inscrits       | 491 097      | 100,0        | 412 940     | 100,0       |        |        |
| Abstentions              | Abstentions          | Abstentions    | 228 197      | 46,47        |             |             |        |        |
| Votants                  | Votants              | Votants        | 262 900      | 53,53        | 236 545     | 57,28       |        |        |
| Blancs et nuls           | Blancs et nuls       | Blancs et nuls | 7 519        | 2,86         | 8 185       | 3,46        |        |        |
| Exprimés                 | Exprimés             | Exprimés       | 255 381      | 52,0         | 228 360     | 55,3        |        |        |
| * Liste du maire sortant |                      |                |              |              |             |             |        |        |

### Martigues
- Maire sortant : Gaby Charroux (PCF)
- 43 sièges à pourvoir au conseil municipal (population légale 2011 : 47 614 habitants)
- 12 sièges à pourvoir au conseil communautaire

| Tête de liste            | Tête de liste     | Liste          | Premier tour | Premier tour | Second tour | Second tour | Sièges | Sièges |
| Tête de liste            | Tête de liste     | Liste          | Voix         | %            | Voix        | %           | CM     | CC     |
| ------------------------ | ----------------- | -------------- | ------------ | ------------ | ----------- | ----------- | ------ | ------ |
|                          | Gaby Charroux *   | PCF-PS-EELV    | 11 017       | 49,90        | 12 911      | 58,52       | 34     | 10     |
|                          | Cyril Martinez    | FN             | 3 786        | 17,14        | 5 073       | 22,99       | 5      | 1      |
|                          | Jean-Luc Di Maria | DVD            | 3 508        | 15,88        | 4 076       | 18,47       | 4      | 1      |
|                          | Paul Lombard      | DVG            | 1 933        | 8,75         |             |             |        |        |
|                          | Michèle Vasserot  | UMP-UDI        | 1 834        | 8,30         |             |             |        |        |
|                          |                   |                |              |              |             |             |        |        |
| Inscrits                 | Inscrits          | Inscrits       | 34 023       | 100,00       | 34 023      | 100,00      |        |        |
| Abstentions              | Abstentions       | Abstentions    | 11 352       | 33,37        | 11 356      | 33,38       |        |        |
| Votants                  | Votants           | Votants        | 22 671       | 66,63        | 22 667      | 66,62       |        |        |
| Blancs et nuls           | Blancs et nuls    | Blancs et nuls | 593          | 2,62         | 607         | 2,68        |        |        |
| Exprimés                 | Exprimés          | Exprimés       | 22 078       | 97,38        | 22 060      | 97,32       |        |        |
| * Liste du maire sortant |                   |                |              |              |             |             |        |        |

### Meyreuil
- Maire sortant : Robert Lagier (UMP)
- 29 sièges à pourvoir au conseil municipal (population légale 2011 : 5 294 habitants)
- 1 sièges à pourvoir au conseil communautaire

|                          | Robert Lagier * | UMP            | 1 815 | 69,43  | 25 | 1 |  |  |
|                          | José Manzano    | DVG            | 799   | 30,56  | 4  |   |  |  |
|                          |                 |                |       |        |    |   |  |  |
| Inscrits                 | Inscrits        | Inscrits       | 4 267 | 100,00 |    |   |  |  |
| Abstentions              | Abstentions     | Abstentions    | 1 476 | 34,59  |    |   |  |  |
| Votants                  | Votants         | Votants        | 2 791 | 65,41  |    |   |  |  |
| Blancs et nuls           | Blancs et nuls  | Blancs et nuls | 177   | 6,34   |    |   |  |  |
| Exprimés                 | Exprimés        | Exprimés       | 2 614 | 93,66  |    |   |  |  |
| * Liste du maire sortant |                 |                |       |        |    |   |  |  |

### Miramas
- Maire sortant : Frédéric Vigouroux (PS)
- 35 sièges à pourvoir au conseil municipal (population légale 2011 : 25 265 habitants)
- 11 sièges à pourvoir au conseil communautaire

|                          | Frédéric Vigouroux * | PS             | 5 151  | 50,68  | 28 | 9 |  |  |
|                          | Béatrix Espallardo   | FN             | 2 853  | 28,07  | 5  | 2 |  |  |
|                          | Cécile Dumas         | DVG            | 962    | 9,46   | 1  |   |  |  |
|                          | Marilyne Keraudy     | UMP-UDI        | 797    | 7,84   | 1  |   |  |  |
|                          | François Martinez    | DVD            | 399    | 3,92   |    |   |  |  |
|                          |                      |                |        |        |    |   |  |  |
| Inscrits                 | Inscrits             | Inscrits       | 16 234 | 100,00 |    |   |  |  |
| Abstentions              | Abstentions          | Abstentions    | 5 814  | 35,81  |    |   |  |  |
| Votants                  | Votants              | Votants        | 10 420 | 64,19  |    |   |  |  |
| Blancs et nuls           | Blancs et nuls       | Blancs et nuls | 258    | 2,48   |    |   |  |  |
| Exprimés                 | Exprimés             | Exprimés       | 10 162 | 97,52  |    |   |  |  |
| * Liste du maire sortant |                      |                |        |        |    |   |  |  |

### Noves
- Maire sortant : Georges Jullien (PCF)
- 29 sièges à pourvoir au conseil municipal (population légale 2011 : 5 238 habitants)
- 4 sièges à pourvoir au conseil communautaire

|                          | Georges Jullien *           | PCF            | 1 911 | 65,98  | 24 | 3 |  |  |
|                          | Danielle Ginoux Née Jauzion | DVD            | 985   | 34,01  | 5  | 1 |  |  |
|                          |                             |                |       |        |    |   |  |  |
| Inscrits                 | Inscrits                    | Inscrits       | 4 425 | 100,00 |    |   |  |  |
| Abstentions              | Abstentions                 | Abstentions    | 1 412 | 31,91  |    |   |  |  |
| Votants                  | Votants                     | Votants        | 3 013 | 68,09  |    |   |  |  |
| Blancs et nuls           | Blancs et nuls              | Blancs et nuls | 117   | 3,88   |    |   |  |  |
| Exprimés                 | Exprimés                    | Exprimés       | 2 896 | 96,12  |    |   |  |  |
| * Liste du maire sortant |                             |                |       |        |    |   |  |  |

### Pélissanne
- Maire sortant : Pascal Montécot (UMP)
- 29 sièges à pourvoir au conseil municipal (population légale 2011 : 9 585 habitants)
- 4 sièges à pourvoir au conseil communautaire

|                          | Pascal Montécot * | UMP-UDI        | 3 100 | 52,60  | 23 | 3 |  |  |
|                          | Brice Le Roux     | DVG            | 2 095 | 35,55  | 5  | 1 |  |  |
|                          | Francis Granzotto | UDI            | 698   | 11,84  | 1  |   |  |  |
|                          |                   |                |       |        |    |   |  |  |
| Inscrits                 | Inscrits          | Inscrits       | 8 514 | 100,00 |    |   |  |  |
| Abstentions              | Abstentions       | Abstentions    | 2 494 | 29,29  |    |   |  |  |
| Votants                  | Votants           | Votants        | 6 020 | 70,71  |    |   |  |  |
| Blancs et nuls           | Blancs et nuls    | Blancs et nuls | 127   | 2,11   |    |   |  |  |
| Exprimés                 | Exprimés          | Exprimés       | 5 893 | 97,89  |    |   |  |  |
| * Liste du maire sortant |                   |                |       |        |    |   |  |  |

### Peypin
- Maire sortant : Albert Sale (DVG)
- 29 sièges à pourvoir au conseil municipal (population légale 2011 : 5 363 habitants)
- 3 sièges à pourvoir au conseil communautaire

|                          | Albert Sale *  | DVG            | 1 948 | 100,00 | 29 | 3 |  |  |
|                          |                |                |       |        |    |   |  |  |
| Inscrits                 | Inscrits       | Inscrits       | 4 647 | 100,00 |    |   |  |  |
| Abstentions              | Abstentions    | Abstentions    | 2 275 | 48,96  |    |   |  |  |
| Votants                  | Votants        | Votants        | 2 372 | 51,04  |    |   |  |  |
| Blancs et nuls           | Blancs et nuls | Blancs et nuls | 424   | 17,88  |    |   |  |  |
| Exprimés                 | Exprimés       | Exprimés       | 1 948 | 82,12  |    |   |  |  |
| * Liste du maire sortant |                |                |       |        |    |   |  |  |

### Plan-de-Cuques
- Maire sortant : Jean-Pierre Bertrand (DVD)
- 33 sièges à pourvoir au conseil municipal (population légale 2011 : 10 974 habitants)
- 4 sièges à pourvoir au conseil communautaire

|                          | Jean-Pierre Bertrand * | DVD            | 3 953 | 71,84  | 30 | 4 |  |  |
|                          | Laurent Simon          | UMP            | 993   | 18,04  | 3  |   |  |  |
|                          | Maria Ignacio          | PS-PCF-EELV    | 281   | 5,10   |    |   |  |  |
|                          | Annie Thibon Salomone  | FG             | 275   | 4,99   |    |   |  |  |
|                          |                        |                |       |        |    |   |  |  |
| Inscrits                 | Inscrits               | Inscrits       | 9 071 | 100,00 |    |   |  |  |
| Abstentions              | Abstentions            | Abstentions    | 3 444 | 37,97  |    |   |  |  |
| Votants                  | Votants                | Votants        | 5 627 | 62,03  |    |   |  |  |
| Blancs et nuls           | Blancs et nuls         | Blancs et nuls | 125   | 2,22   |    |   |  |  |
| Exprimés                 | Exprimés               | Exprimés       | 5 502 | 97,78  |    |   |  |  |
| * Liste du maire sortant |                        |                |       |        |    |   |  |  |

### Port-de-Bouc
- Maire sortant : Patricia Fernandez-Pédinielli (PCF)
- 33 sièges à pourvoir au conseil municipal (population légale 2011 : 17 211 habitants)
- 8 sièges à pourvoir au conseil communautaire

| Tête de liste            | Tête de liste                   | Liste          | Premier tour | Premier tour | Second tour | Second tour | Sièges | Sièges |
| Tête de liste            | Tête de liste                   | Liste          | Voix         | %            | Voix        | %           | CM     | CC     |
| ------------------------ | ------------------------------- | -------------- | ------------ | ------------ | ----------- | ----------- | ------ | ------ |
|                          | Patricia Fernandez-Pédinielli * | PCF            | 3 226        | 48,56        | 3 989       | 51,43       | 25     | 6      |
|                          | Stéphane Didero                 | UDI            | 2 324        | 34,98        | 3 766       | 48,56       | 8      | 2      |
|                          | Virginie Pepe-patin             | UMP            | 1 092        | 16,44        |             |             |        |        |
|                          |                                 |                |              |              |             |             |        |        |
| Inscrits                 | Inscrits                        | Inscrits       | 11 873       | 100,00       | 11 873      | 100,00      |        |        |
| Abstentions              | Abstentions                     | Abstentions    | 4 976        | 41,91        | 3 904       | 32,88       |        |        |
| Votants                  | Votants                         | Votants        | 6 897        | 58,09        | 7 969       | 67,12       |        |        |
| Blancs et nuls           | Blancs et nuls                  | Blancs et nuls | 255          | 3,70         | 214         | 2,69        |        |        |
| Exprimés                 | Exprimés                        | Exprimés       | 6 642        | 96,30        | 7 755       | 97,31       |        |        |
| * Liste du maire sortant |                                 |                |              |              |             |             |        |        |

### Port-Saint-Louis-du-Rhône
- Maire sortant : Jean-Marc Charrier (PCF)
- 29 sièges à pourvoir au conseil municipal (population légale 2011 : 8 609 habitants)
- 5 sièges à pourvoir au conseil communautaire

| Tête de liste            | Tête de liste        | Liste          | Premier tour | Premier tour | Second tour | Second tour | Sièges | Sièges |
| Tête de liste            | Tête de liste        | Liste          | Voix         | %            | Voix        | %           | CM     | CC     |
| ------------------------ | -------------------- | -------------- | ------------ | ------------ | ----------- | ----------- | ------ | ------ |
|                          | Martial Alvarez      | DVG            | 2 264        | 47,01        | 2 774       | 53,26       | 22     | 4      |
|                          | Jean-Marc Charrier * | PCF            | 2 079        | 43,17        | 2 434       | 46,73       | 7      | 1      |
|                          | Christian Taormina   | UMP            | 472          | 9,80         |             |             |        |        |
|                          |                      |                |              |              |             |             |        |        |
| Inscrits                 | Inscrits             | Inscrits       | 6 358        | 100,00       | 6 352       | 100,00      |        |        |
| Abstentions              | Abstentions          | Abstentions    | 1 357        | 21,34        | 982         | 15,46       |        |        |
| Votants                  | Votants              | Votants        | 5 001        | 78,66        | 5 370       | 84,54       |        |        |
| Blancs et nuls           | Blancs et nuls       | Blancs et nuls | 186          | 3,72         | 162         | 3,02        |        |        |
| Exprimés                 | Exprimés             | Exprimés       | 4 815        | 96,28        | 5 208       | 96,98       |        |        |
| * Liste du maire sortant |                      |                |              |              |             |             |        |        |

### Rognac
- Maire sortant : Jean-Pierre Guillaume (DVD)
- 33 sièges à pourvoir au conseil municipal (population légale 2011 : 11 707 habitants)
- 5 sièges à pourvoir au conseil communautaire

| Tête de liste            | Tête de liste           | Liste          | Premier tour | Premier tour | Second tour | Second tour | Sièges | Sièges |
| Tête de liste            | Tête de liste           | Liste          | Voix         | %            | Voix        | %           | CM     | CC     |
| ------------------------ | ----------------------- | -------------- | ------------ | ------------ | ----------- | ----------- | ------ | ------ |
|                          | Jean-Pierre Guillaume * | DVD            | 2 513        | 45,41        | 2 879       | 48,45       | 25     | 4      |
|                          | Corinne Lucchini        | DVD            | 2 309        | 41,72        | 2 536       | 42,67       | 7      | 1      |
|                          | Gérald Autechaud        | FG             | 712          | 12,86        | 527         | 8,86        | 1      |        |
|                          |                         |                |              |              |             |             |        |        |
| Inscrits                 | Inscrits                | Inscrits       | 9 631        | 100,00       | 9 631       | 100,00      |        |        |
| Abstentions              | Abstentions             | Abstentions    | 3 843        | 39,90        | 3 514       | 36,49       |        |        |
| Votants                  | Votants                 | Votants        | 5 788        | 60,10        | 6 117       | 63,51       |        |        |
| Blancs et nuls           | Blancs et nuls          | Blancs et nuls | 254          | 4,39         | 175         | 2,86        |        |        |
| Exprimés                 | Exprimés                | Exprimés       | 5 534        | 95,61        | 5 942       | 97,14       |        |        |
| * Liste du maire sortant |                         |                |              |              |             |             |        |        |

### Roquefort-la-Bédoule
- Maire sortant : Jérôme Orgeas (UMP)
- 29 sièges à pourvoir au conseil municipal (population légale 2011 : 5 063 habitants)
- 2 sièges à pourvoir au conseil communautaire

|                          | Jérôme Orgeas *  | UMP            | 1 586 | 54,76  | 23 | 2 |  |  |
|                          | Alain Tarrini    | FG             | 588   | 20,30  | 3  |   |  |  |
|                          | Philippe Monnier | FN             | 413   | 14,26  | 2  |   |  |  |
|                          | Paul Hubac       | DVD            | 309   | 10,66  | 1  |   |  |  |
|                          |                  |                |       |        |    |   |  |  |
| Inscrits                 | Inscrits         | Inscrits       | 4 305 | 100,00 |    |   |  |  |
| Abstentions              | Abstentions      | Abstentions    | 1 338 | 31,08  |    |   |  |  |
| Votants                  | Votants          | Votants        | 2 967 | 68,92  |    |   |  |  |
| Blancs et nuls           | Blancs et nuls   | Blancs et nuls | 71    | 2,39   |    |   |  |  |
| Exprimés                 | Exprimés         | Exprimés       | 2 896 | 97,61  |    |   |  |  |
| * Liste du maire sortant |                  |                |       |        |    |   |  |  |

### Roquevaire
- Maire sortant : Yves Mesnard (PCF)
- 29 sièges à pourvoir au conseil municipal (population légale 2011 : 8 548 habitants)
- 4 sièges à pourvoir au conseil communautaire

|                          | Yves Mesnard *   | PCF            | 2 846 | 62,31  | 24 | 3 |  |  |
|                          | David Mascarelli | DVD            | 1 721 | 37,68  | 5  | 1 |  |  |
|                          |                  |                |       |        |    |   |  |  |
| Inscrits                 | Inscrits         | Inscrits       | 6 842 | 100,00 |    |   |  |  |
| Abstentions              | Abstentions      | Abstentions    | 2 077 | 30,36  |    |   |  |  |
| Votants                  | Votants          | Votants        | 4 765 | 69,64  |    |   |  |  |
| Blancs et nuls           | Blancs et nuls   | Blancs et nuls | 198   | 4,16   |    |   |  |  |
| Exprimés                 | Exprimés         | Exprimés       | 4 567 | 95,84  |    |   |  |  |
| * Liste du maire sortant |                  |                |       |        |    |   |  |  |

### Saint-Cannat
- Maire sortant : Jacky Gérard (PS)
- 29 sièges à pourvoir au conseil municipal (population légale 2011 : 5 474 habitants)
- 1 sièges à pourvoir au conseil communautaire

|                          | Jacky Gérard * | PS             | 1 740 | 55,55  | 23 | 1 |  |  |
|                          | Serge Ellena   | UMP-UDI        | 1 392 | 44,44  | 6  |   |  |  |
|                          |                |                |       |        |    |   |  |  |
| Inscrits                 | Inscrits       | Inscrits       | 4 679 | 100,00 |    |   |  |  |
| Abstentions              | Abstentions    | Abstentions    | 1 369 | 29,26  |    |   |  |  |
| Votants                  | Votants        | Votants        | 3 310 | 70,74  |    |   |  |  |
| Blancs et nuls           | Blancs et nuls | Blancs et nuls | 178   | 5,38   |    |   |  |  |
| Exprimés                 | Exprimés       | Exprimés       | 3 132 | 94,62  |    |   |  |  |
| * Liste du maire sortant |                |                |       |        |    |   |  |  |

### Saint-Chamas
- Maire sortant : Claude Gardiol (UMP)
- 29 sièges à pourvoir au conseil municipal (population légale 2011 : 7 774 habitants)
- 3 sièges à pourvoir au conseil communautaire

|                | Didier Khelfa            | DVD            | 2 497 | 64,50  | 25 | 3 |  |  |
|                | Allan Barbusse           | DVG            | 502   | 12,96  | 2  |   |  |  |
|                | Suzanne Zettwoog-Bellono | PS-PCF-EELV    | 471   | 12,16  | 1  |   |  |  |
|                | Michèle Heraudet         | SE             | 401   | 10,35  | 1  |   |  |  |
|                |                          |                |       |        |    |   |  |  |
| Inscrits       | Inscrits                 | Inscrits       | 5 969 | 100,00 |    |   |  |  |
| Abstentions    | Abstentions              | Abstentions    | 1 938 | 32,47  |    |   |  |  |
| Votants        | Votants                  | Votants        | 4 031 | 67,53  |    |   |  |  |
| Blancs et nuls | Blancs et nuls           | Blancs et nuls | 160   | 3,97   |    |   |  |  |
| Exprimés       | Exprimés                 | Exprimés       | 3 871 | 96,03  |    |   |  |  |

### Saint-Martin-de-Crau
- Maire sortant : Claude Vulpian (PS)
- 33 sièges à pourvoir au conseil municipal (population légale 2011 : 11 371 habitants)
- 11 sièges à pourvoir au conseil communautaire

|                          | Claude Vulpian * | DVG            | 3 658 | 54,69  | 26 | 9 |  |  |
|                          | Guy Bono         | PS             | 1 773 | 26,51  | 4  | 1 |  |  |
|                          | André Cargnino   | DVD            | 1 257 | 18,79  | 3  | 1 |  |  |
|                          |                  |                |       |        |    |   |  |  |
| Inscrits                 | Inscrits         | Inscrits       | 9 206 | 100,00 |    |   |  |  |
| Abstentions              | Abstentions      | Abstentions    | 2 258 | 24,53  |    |   |  |  |
| Votants                  | Votants          | Votants        | 6 948 | 75,47  |    |   |  |  |
| Blancs et nuls           | Blancs et nuls   | Blancs et nuls | 260   | 3,74   |    |   |  |  |
| Exprimés                 | Exprimés         | Exprimés       | 6 688 | 96,26  |    |   |  |  |
| * Liste du maire sortant |                  |                |       |        |    |   |  |  |

### Saint-Mitre-les-Remparts
- Maire sortant : Béatrice Aliphat (SE)
- 29 sièges à pourvoir au conseil municipal (population légale 2011 : 5 573 habitants)
- 4 sièges à pourvoir au conseil communautaire

| Tête de liste            | Tête de liste         | Liste          | Premier tour | Premier tour | Second tour | Second tour | Sièges | Sièges |
| Tête de liste            | Tête de liste         | Liste          | Voix         | %            | Voix        | %           | CM     | CC     |
| ------------------------ | --------------------- | -------------- | ------------ | ------------ | ----------- | ----------- | ------ | ------ |
|                          | Béatrice Aliphat *    | DVD            | 1 340        | 40,54        | 1 470       | 42,99       | 21     | 3      |
|                          | Jean-Jacques Lucchini | DVG            | 971          | 29,37        | 1 124       | 32,87       | 5      | 1      |
|                          | Vincent Goyet         | DVD            | 714          | 21,60        | 825         | 24,12       | 3      |        |
|                          | Stéphanie Albarello   | UDI-MoDem      | 280          | 8,47         |             |             |        |        |
|                          |                       |                |              |              |             |             |        |        |
| Inscrits                 | Inscrits              | Inscrits       | 4 871        | 100,00       | 4 872       | 100,00      |        |        |
| Abstentions              | Abstentions           | Abstentions    | 1 426        | 29,28        | 1 334       | 27,38       |        |        |
| Votants                  | Votants               | Votants        | 3 445        | 70,72        | 3 538       | 72,62       |        |        |
| Blancs et nuls           | Blancs et nuls        | Blancs et nuls | 140          | 4,06         | 119         | 3,36        |        |        |
| Exprimés                 | Exprimés              | Exprimés       | 3 305        | 95,94        | 3 419       | 96,64       |        |        |
| * Liste du maire sortant |                       |                |              |              |             |             |        |        |

### Saint-Rémy-de-Provence
- Maire sortant : Hervé Chérubini (PS)
- 33 sièges à pourvoir au conseil municipal (population légale 2011 : 10 826 habitants)
- 13 sièges à pourvoir au conseil communautaire

| Tête de liste            | Tête de liste     | Liste          | Premier tour | Premier tour | Second tour | Second tour | Sièges | Sièges |
| Tête de liste            | Tête de liste     | Liste          | Voix         | %            | Voix        | %           | CM     | CC     |
| ------------------------ | ----------------- | -------------- | ------------ | ------------ | ----------- | ----------- | ------ | ------ |
|                          | Hervé Chérubini * | PS             | 2 648        | 45,08        | 3 133       | 50,18       | 25     | 10     |
|                          | Henri Milan       | DVD            | 2 142        | 36,46        | 3 110       | 49,81       | 8      | 3      |
|                          | Richard Marc      | UMP-UDI        | 1 084        | 18,45        |             |             |        |        |
|                          |                   |                |              |              |             |             |        |        |
| Inscrits                 | Inscrits          | Inscrits       | 8 575        | 100,00       | 8 575       | 100,00      |        |        |
| Abstentions              | Abstentions       | Abstentions    | 2 471        | 28,82        | 2 068       | 24,12       |        |        |
| Votants                  | Votants           | Votants        | 6 104        | 71,18        | 6 507       | 75,88       |        |        |
| Blancs et nuls           | Blancs et nuls    | Blancs et nuls | 230          | 3,77         | 264         | 4,06        |        |        |
| Exprimés                 | Exprimés          | Exprimés       | 5 874        | 96,23        | 6 243       | 95,94       |        |        |
| * Liste du maire sortant |                   |                |              |              |             |             |        |        |

### Saint-Victoret
- Maire sortant : Claude Piccirillo (DVD)
- 29 sièges à pourvoir au conseil municipal (population légale 2011 : 6 596 habitants)
- 2 sièges à pourvoir au conseil communautaire

|                          | Claude Piccirillo * | DVD            | 1 974 | 58,52  | 24 | 2 |  |  |
|                          | Éric Giarratana     | DVD            | 1 054 | 31,24  | 4  |   |  |  |
|                          | Michel Vincentelli  | DVD            | 345   | 10,22  | 1  |   |  |  |
|                          |                     |                |       |        |    |   |  |  |
| Inscrits                 | Inscrits            | Inscrits       | 5 056 | 100,00 |    |   |  |  |
| Abstentions              | Abstentions         | Abstentions    | 1 589 | 31,43  |    |   |  |  |
| Votants                  | Votants             | Votants        | 3 467 | 68,57  |    |   |  |  |
| Blancs et nuls           | Blancs et nuls      | Blancs et nuls | 94    | 2,71   |    |   |  |  |
| Exprimés                 | Exprimés            | Exprimés       | 3 373 | 97,29  |    |   |  |  |
| * Liste du maire sortant |                     |                |       |        |    |   |  |  |

### Salon-de-Provence
- Maire sortant : Michel Tonon (DVG)
- 43 sièges à pourvoir au conseil municipal (population légale 2011 : 42 812 habitants)
- 17 sièges à pourvoir au conseil communautaire

| Tête de liste            | Tête de liste  | Liste          | Premier tour | Premier tour | Second tour | Second tour | Sièges | Sièges |
| Tête de liste            | Tête de liste  | Liste          | Voix         | %            | Voix        | %           | CM     | CC     |
| ------------------------ | -------------- | -------------- | ------------ | ------------ | ----------- | ----------- | ------ | ------ |
|                          | Nicolas Isnard | UMP            | 9 138        | 47,09        | 11 523      | 56,48       | 34     | 14     |
|                          | Michel Tonon * | DVG            | 6 543        | 33,71        | 7 141       | 35,00       | 8      | 3      |
|                          | Philippe Adam  | FN             | 2 922        | 15,05        | 1 737       | 8,51        | 1      |        |
|                          | Olivier Lopez  | FG             | 801          | 4,12         |             |             |        |        |
|                          |                |                |              |              |             |             |        |        |
| Inscrits                 | Inscrits       | Inscrits       | 30 208       | 100,00       | 30 213      | 100,00      |        |        |
| Abstentions              | Abstentions    | Abstentions    | 10 354       | 34,28        | 9 302       | 30,79       |        |        |
| Votants                  | Votants        | Votants        | 19 854       | 65,72        | 20 911      | 69,21       |        |        |
| Blancs et nuls           | Blancs et nuls | Blancs et nuls | 450          | 2,27         | 510         | 2,44        |        |        |
| Exprimés                 | Exprimés       | Exprimés       | 19 404       | 97,73        | 20 401      | 97,56       |        |        |
| * Liste du maire sortant |                |                |              |              |             |             |        |        |

### Sausset-les-Pins
- Maire sortant : Éric Diard (UMP)
- 29 sièges à pourvoir au conseil municipal (population légale 2011 : 7 740 habitants)
- 3 sièges à pourvoir au conseil communautaire

|                          | Éric Diard *   | UMP-UDI        | 3 243 | 69,80  | 25 | 3 |  |  |
|                          | Gérard Sbragia | DVD            | 763   | 16,42  | 2  |   |  |  |
|                          | Maria Raynaud  | PS-PCF-EELV    | 640   | 13,77  | 2  |   |  |  |
|                          |                |                |       |        |    |   |  |  |
| Inscrits                 | Inscrits       | Inscrits       | 6 878 | 100,00 |    |   |  |  |
| Abstentions              | Abstentions    | Abstentions    | 2 126 | 30,91  |    |   |  |  |
| Votants                  | Votants        | Votants        | 4 752 | 69,09  |    |   |  |  |
| Blancs et nuls           | Blancs et nuls | Blancs et nuls | 106   | 2,23   |    |   |  |  |
| Exprimés                 | Exprimés       | Exprimés       | 4 646 | 97,77  |    |   |  |  |
| * Liste du maire sortant |                |                |       |        |    |   |  |  |

### Sénas
- Maire sortant : Rémy Fabre (UMP)
- 29 sièges à pourvoir au conseil municipal (population légale 2011 : 6 661 habitants)
- 3 sièges à pourvoir au conseil communautaire

|                          | Rémy Fabre *    | UMP            | 1 822 | 51,99  | 23 | 2 |  |  |
|                          | Philippe Ginoux | DVD            | 1 112 | 31,73  | 4  | 1 |  |  |
|                          | Jean-Marc Elix  | DVG            | 570   | 16,26  | 2  |   |  |  |
|                          |                 |                |       |        |    |   |  |  |
| Inscrits                 | Inscrits        | Inscrits       | 4 757 | 100,00 |    |   |  |  |
| Abstentions              | Abstentions     | Abstentions    | 1 169 | 24,57  |    |   |  |  |
| Votants                  | Votants         | Votants        | 3 588 | 75,43  |    |   |  |  |
| Blancs et nuls           | Blancs et nuls  | Blancs et nuls | 84    | 2,34   |    |   |  |  |
| Exprimés                 | Exprimés        | Exprimés       | 3 504 | 97,66  |    |   |  |  |
| * Liste du maire sortant |                 |                |       |        |    |   |  |  |

### Septèmes-les-Vallons
- Maire sortant : André Molino (PCF)
- 33 sièges à pourvoir au conseil municipal (population légale 2011 : 11 067 habitants)
- 4 sièges à pourvoir au conseil communautaire

|                          | André Molino *    | PCF-PS-EELV    | 2 834 | 57,46  | 27 | 4 |  |  |
|                          | Patrick Fornerone | FN             | 1 123 | 22,76  | 3  |   |  |  |
|                          | Armel Lande       | UMP-UDI        | 975   | 19,76  | 3  |   |  |  |
|                          |                   |                |       |        |    |   |  |  |
| Inscrits                 | Inscrits          | Inscrits       | 8 290 | 100,00 |    |   |  |  |
| Abstentions              | Abstentions       | Abstentions    | 3 220 | 38,84  |    |   |  |  |
| Votants                  | Votants           | Votants        | 5 070 | 61,16  |    |   |  |  |
| Blancs et nuls           | Blancs et nuls    | Blancs et nuls | 138   | 2,72   |    |   |  |  |
| Exprimés                 | Exprimés          | Exprimés       | 4 932 | 97,28  |    |   |  |  |
| * Liste du maire sortant |                   |                |       |        |    |   |  |  |

### Simiane-Collongue
- Maire sortant : Michel Boyer (PS)
- 29 sièges à pourvoir au conseil municipal (population légale 2011 : 5 437 habitants)
- 1 sièges à pourvoir au conseil communautaire

| Tête de liste            | Tête de liste    | Liste          | Premier tour | Premier tour | Second tour | Second tour | Sièges | Sièges |
| Tête de liste            | Tête de liste    | Liste          | Voix         | %            | Voix        | %           | CM     | CC     |
| ------------------------ | ---------------- | -------------- | ------------ | ------------ | ----------- | ----------- | ------ | ------ |
|                          | Philippe Ardhuin | UMP-UDI        | 1 266        | 46,56        | 1 686       | 54,19       | 23     | 1      |
|                          | Michel Boyer *   | PS             | 1 189        | 43,72        | 1 425       | 45,80       | 6      |        |
|                          | Jean Machera     | DVD            | 264          | 9,70         |             |             |        |        |
|                          |                  |                |              |              |             |             |        |        |
| Inscrits                 | Inscrits         | Inscrits       | 4 481        | 100,00       | 4 481       | 100,00      |        |        |
| Abstentions              | Abstentions      | Abstentions    | 1 573        | 35,10        | 1 259       | 28,10       |        |        |
| Votants                  | Votants          | Votants        | 2 908        | 64,90        | 3 222       | 71,90       |        |        |
| Blancs et nuls           | Blancs et nuls   | Blancs et nuls | 189          | 6,50         | 111         | 3,45        |        |        |
| Exprimés                 | Exprimés         | Exprimés       | 2 719        | 93,50        | 3 111       | 96,55       |        |        |
| * Liste du maire sortant |                  |                |              |              |             |             |        |        |

### Tarascon
- Maire sortant : Charles Fabre (UMP)
- 33 sièges à pourvoir au conseil municipal (population légale 2011 : 13 105 habitants)
- 11 sièges à pourvoir au conseil communautaire

| Tête de liste  | Tête de liste         | Liste          | Premier tour | Premier tour | Second tour | Second tour | Sièges | Sièges |
| Tête de liste  | Tête de liste         | Liste          | Voix         | %            | Voix        | %           | CM     | CC     |
| -------------- | --------------------- | -------------- | ------------ | ------------ | ----------- | ----------- | ------ | ------ |
|                | Valérie Laupies       | FN             | 2 435        | 39,23        | 3 032       | 47,26       | 8      | 2      |
|                | Lucien Limousin       | UMP-UDI        | 2 109        | 33,98        | 3 383       | 52,73       | 25     | 9      |
|                | Jérôme Grangier       | DVD            | 1 053        | 16,96        |             |             |        |        |
|                | Marie-Chantal Bernard | PS             | 399          | 6,42         |             |             |        |        |
|                | Jean-René Soler       | DVG            | 210          | 3,38         |             |             |        |        |
|                |                       |                |              |              |             |             |        |        |
| Inscrits       | Inscrits              | Inscrits       | 9 607        | 100,00       | 9 607       | 100,00      |        |        |
| Abstentions    | Abstentions           | Abstentions    | 3 245        | 33,78        | 2 900       | 30,19       |        |        |
| Votants        | Votants               | Votants        | 6 362        | 66,22        | 6 707       | 69,81       |        |        |
| Blancs et nuls | Blancs et nuls        | Blancs et nuls | 156          | 2,45         | 292         | 4,35        |        |        |
| Exprimés       | Exprimés              | Exprimés       | 6 206        | 97,55        | 6 415       | 95,65       |        |        |

### Trets
- Maire sortant : Jean-Claude Feraud (UMP)
- 33 sièges à pourvoir au conseil municipal (population légale 2011 : 10 220 habitants)
- 2 sièges à pourvoir au conseil communautaire

| Tête de liste            | Tête de liste        | Liste          | Premier tour | Premier tour | Second tour | Second tour | Sièges | Sièges |
| Tête de liste            | Tête de liste        | Liste          | Voix         | %            | Voix        | %           | CM     | CC     |
| ------------------------ | -------------------- | -------------- | ------------ | ------------ | ----------- | ----------- | ------ | ------ |
|                          | Jean-Claude Feraud * | DVD            | 2 159        | 39,77        | 2 616       | 48,88       | 26     | 2      |
|                          | Roger Tassy          | PS             | 1 421        | 26,17        | 1 609       | 30,06       | 5      |        |
|                          | Francis Laget        | FN             | 690          | 12,71        | 562         | 10,50       | 1      |        |
|                          | Jacques Mauret       | DVD            | 597          | 10,99        |             |             |        |        |
|                          | Pascal Chauvin       | DVD            | 561          | 10,33        | 564         | 10,54       | 1      |        |
|                          |                      |                |              |              |             |             |        |        |
| Inscrits                 | Inscrits             | Inscrits       | 8 245        | 100,00       | 8 245       | 100,00      |        |        |
| Abstentions              | Abstentions          | Abstentions    | 2 699        | 32,73        | 2 730       | 33,11       |        |        |
| Votants                  | Votants              | Votants        | 5 546        | 67,27        | 5 515       | 66,89       |        |        |
| Blancs et nuls           | Blancs et nuls       | Blancs et nuls | 118          | 2,13         | 164         | 2,97        |        |        |
| Exprimés                 | Exprimés             | Exprimés       | 5 428        | 97,87        | 5 351       | 97,03       |        |        |
| * Liste du maire sortant |                      |                |              |              |             |             |        |        |

### Velaux
- Maire sortant : Jean-Pierre Maggi (PS)
- 29 sièges à pourvoir au conseil municipal (population légale 2011 : 8 589 habitants)
- 4 sièges à pourvoir au conseil communautaire

|                          | Jean-Pierre Maggi * | PS             | 2 290 | 53,24  | 22 | 3 |  |  |
|                          | Denis Hoarau        | DVD            | 2 011 | 46,75  | 7  | 1 |  |  |
|                          |                     |                |       |        |    |   |  |  |
| Inscrits                 | Inscrits            | Inscrits       | 7 060 | 100,00 |    |   |  |  |
| Abstentions              | Abstentions         | Abstentions    | 2 444 | 34,62  |    |   |  |  |
| Votants                  | Votants             | Votants        | 4 616 | 65,38  |    |   |  |  |
| Blancs et nuls           | Blancs et nuls      | Blancs et nuls | 315   | 6,82   |    |   |  |  |
| Exprimés                 | Exprimés            | Exprimés       | 4 301 | 93,18  |    |   |  |  |
| * Liste du maire sortant |                     |                |       |        |    |   |  |  |

### Venelles
- Maire sortant : Robert Chardon (UMP)
- 29 sièges à pourvoir au conseil municipal (population légale 2011 : 8 227 habitants)
- 1 sièges à pourvoir au conseil communautaire

| Tête de liste            | Tête de liste      | Liste          | Premier tour | Premier tour | Second tour | Second tour | Sièges | Sièges |
| Tête de liste            | Tête de liste      | Liste          | Voix         | %            | Voix        | %           | CM     | CC     |
| ------------------------ | ------------------ | -------------- | ------------ | ------------ | ----------- | ----------- | ------ | ------ |
|                          | Robert Chardon *   | UMP            | 1 986        | 44,90        | 2 348       | 55,49       | 23     | 1      |
|                          | Arnaud Mercier     | DVD            | 973          | 21,99        |             |             |        |        |
|                          | Didier Desprez     | DVG            | 884          | 19,98        | 1 227       | 29,00       | 4      |        |
|                          | Christian Desplats | DVG            | 580          | 13,11        | 656         | 15,50       | 2      |        |
|                          |                    |                |              |              |             |             |        |        |
| Inscrits                 | Inscrits           | Inscrits       | 6 992        | 100,00       | 6 992       | 100,00      |        |        |
| Abstentions              | Abstentions        | Abstentions    | 2 376        | 33,98        | 2 533       | 36,23       |        |        |
| Votants                  | Votants            | Votants        | 4 616        | 66,02        | 4 459       | 63,77       |        |        |
| Blancs et nuls           | Blancs et nuls     | Blancs et nuls | 193          | 4,18         | 228         | 5,11        |        |        |
| Exprimés                 | Exprimés           | Exprimés       | 4 423        | 95,82        | 4 231       | 94,89       |        |        |
| * Liste du maire sortant |                    |                |              |              |             |             |        |        |

### Vitrolles
- Maire sortant : Loïc Gachon (PS)
- 39 sièges à pourvoir au conseil municipal (population légale 2011 : 34 827 habitants)
- 8 sièges à pourvoir au conseil communautaire

| Tête de liste            | Tête de liste           | Liste          | Premier tour | Premier tour | Second tour | Second tour | Sièges | Sièges |
| Tête de liste            | Tête de liste           | Liste          | Voix         | %            | Voix        | %           | CM     | CC     |
| ------------------------ | ----------------------- | -------------- | ------------ | ------------ | ----------- | ----------- | ------ | ------ |
|                          | Loïc Gachon *           | PS             | 4 798        | 33,50        | 7 007       | 47,02       | 29     | 6      |
|                          | Marcel Yde              | FN             | 3 500        | 24,44        | 4 926       | 33,05       | 6      | 1      |
|                          | Christian Borelli       | UMP            | 2 517        | 17,57        | 2 968       | 19,91       | 4      | 1      |
|                          | Malik Mersali           | FG             | 1 220        | 8,52         |             |             |        |        |
|                          | Christine Leuthy-Molina | MoDem          | 1 041        | 7,27         |             |             |        |        |
|                          | Christiane Aleman       | UDI            | 759          | 5,30         |             |             |        |        |
|                          | Jean-Paul Del Grande    | DVD            | 361          | 2,52         |             |             |        |        |
|                          | Aminda Huille           | POI            | 123          | 0,85         |             |             |        |        |
|                          |                         |                |              |              |             |             |        |        |
| Inscrits                 | Inscrits                | Inscrits       | 24 529       | 100,00       | 24 533      | 100,00      |        |        |
| Abstentions              | Abstentions             | Abstentions    | 9 854        | 40,17        | 9 025       | 36,79       |        |        |
| Votants                  | Votants                 | Votants        | 14 675       | 59,83        | 15 508      | 63,21       |        |        |
| Blancs et nuls           | Blancs et nuls          | Blancs et nuls | 356          | 2,43         | 607         | 3,91        |        |        |
| Exprimés                 | Exprimés                | Exprimés       | 14 319       | 97,57        | 14 901      | 96,09       |        |        |
| * Liste du maire sortant |                         |                |              |              |             |             |        |        |